# Malcolm McGowan
Malcolm McGowan (Londres, 24 de octubre de 1955) es un deportista británico que compitió en remo.
Participó en dos Juegos Olímpicos de Verano en los años 1980 y 1984, obteniendo una medalla de plata en Moscú 1980 en la prueba de ocho con timonel. Ganó una medalla de plata en el Campeonato Mundial de Remo de 1981.

## Palmarés internacional
| Juegos Olímpicos   | Juegos Olímpicos | Juegos Olímpicos | Juegos Olímpicos |
| Año                | Lugar            | Medalla          | Prueba           |
| ------------------ | ---------------- | ---------------- | ---------------- |
| 1980               | Moscú (URSS)     | Medalla de plata | Ocho con timonel |
| Campeonato Mundial |                  |                  |                  |
| Año                | Lugar            | Medalla          | Prueba           |
| 1981               | Múnich (RFA)     | Medalla de plata | Ocho con timonel |